# Chanceaux-sur-Choisille
Chanceaux-sur-Choisille is een gemeente in het Franse departement Indre-et-Loire (regio Centre-Val de Loire). De plaats maakt deel uit van het arrondissement Tours. Chanceaux-sur-Choisille telde op 1 januari 2022 3.509 inwoners.

## Geografie
De oppervlakte van Chanceaux-sur-Choisille bedroeg op 1 januari 2022 18,47 vierkante kilometer; de bevolkingsdichtheid was toen 190 inwoners per km².

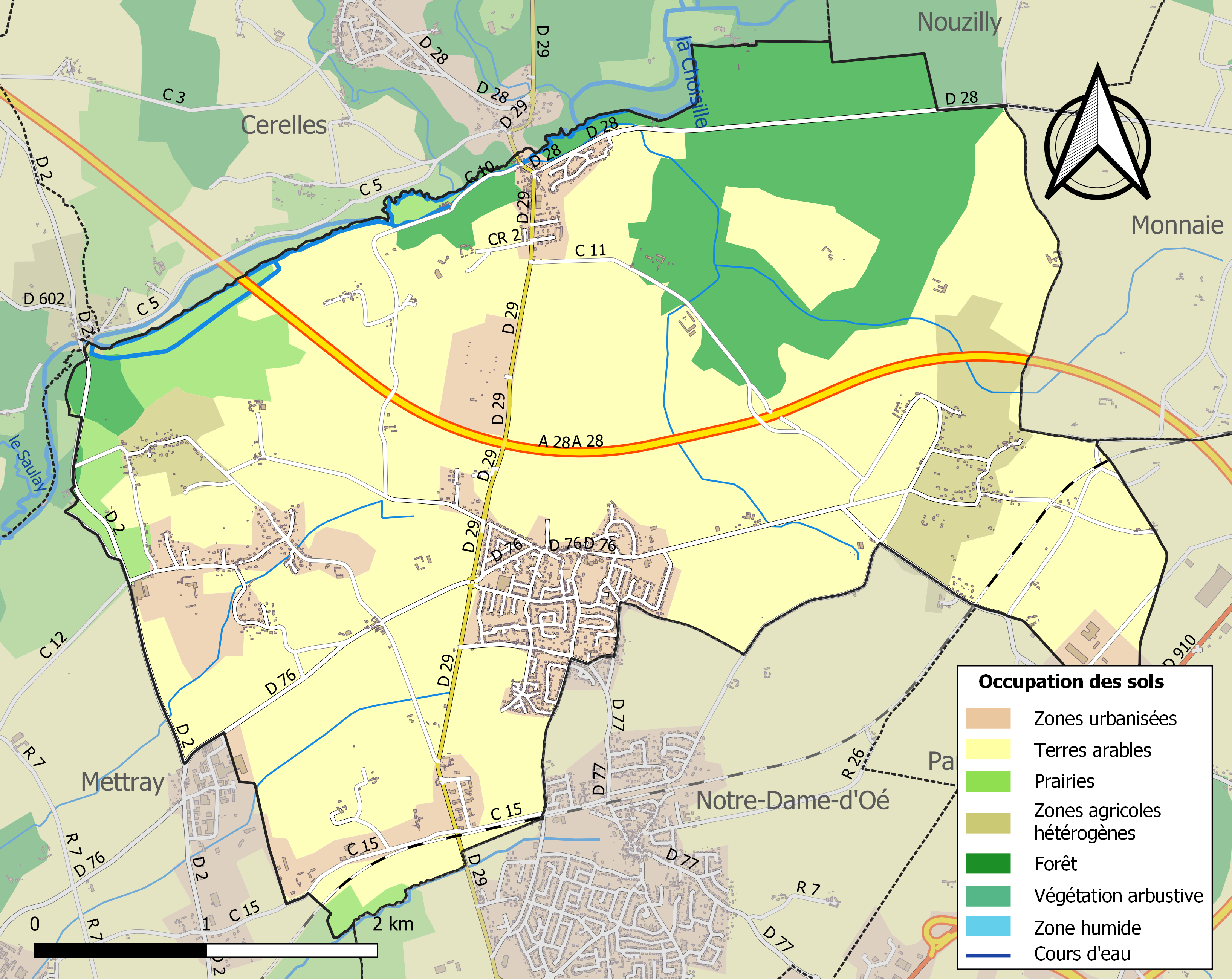
Kaart van de gemeente met belangrijkste infrastructuur, bodemgebruik en omliggende gemeenten

## Demografie
Onderstaande figuur toont het verloop van het inwonertal (bron: INSEE-tellingen).